# اهرام نوبه
اهرام نوبه (انگلیسی: Nubian pyramids) توسط شاهان پادشاهی کوش ساخته شده است. این اهرام در منطقه ای از رودخانه نیل موسوم به نوبه قرار دارد که شمال کشور کنونی سودان قرار گرفته است و در عصر باستان محل سه پادشاهی کوش بود. پایتخت نخستین آن ها کرما (2500 تا 1500 قبل از میلاد)، پایتخت دومی نپته (1000 تا 300 پیش از میلاد) و پایتخت سومی مرواه (300 پیش از میلاد تا 300 پس از میلاد) بود. هرم ها از گرانیت و سنگ های شنی ساخته شده است. نوبیان که بشدت متأثر از فرهنگ مصر باستان بودند، اهرام خود را هزار سال پس از آنکه مصریان شیوه تدفین مردگان خود را تغییر دادند ، بنا کردند. نخستین هرم ها در ال کوررو در 751 پیش از میلاد به شیوه پادشاهی نوین مصر ساخته شد. اکنون تعداد اهرام نوبه که سرپا مانده است، دو برابر اهرام مصر باستان می باشد و جزو میراث جهانی یونسکو می باشد.